# Rio Potengi
Der Rio Potengi (auch Rio Potenji und Rio Grande genannt) ist ein Fluss in Brasilien.
Er ist Namensgeber des Bundesstaates Rio Grande do Norte und fließt in dessen Hauptstadt Natal in den Südatlantik. 
Sein Name leitet sich aus der Tupi-Sprache ab und bedeutet so viel wie „Garnelen-Fluss“.

## Verlauf
Der Potengi entspringt in der Ortschaft Cerro Corá in der Sertão und fließt von da im Wesentlichen nach Osten. Bei São Paulo do Potengi wird er vom Açude Campo Grande aufgestaut. Unterhalb von Macaíba weitet er sich zu einem Mündungstrichter, der ihm den portugiesischen Namen Rio Grande („großer Fluss“) einbrachte. Unmittelbar an der Mündung wird der Potengi von der Newton-Navarro-Brücke überspannt.

## Wirtschaft

### Bedeutung als Verkehrsweg
Der Fluss wird auf seinem Unterlauf von zahlreichen Seeschiffen befahren, da er die Verbindung zwischen dem Hafen von Natal und dem Atlantik herstellt.